# Filipa de Vilhena (peça)
Filipa de Vilhena é uma peça de Almeida Garrett representada pela primeira vez no teatro do Salitre, a 30 de Maio de 1840 em Lisboa, mas publicado apenas em 1846 em conjunto com Tio Simplício e Falar Verdade a Mentir.
É a uma das obras Garrett que faz parte do seu plano de reinvenção do teatro português. A obra baseia-se na história de D. Filipa de Vilhena viúva aristocrata, que armou os seus filhos cavaleiros antes da revolução de 1640.